# オイゲン・ケーニヒ
オイゲン・ケーニヒ(ドイツ語: Eugen König、1896年9月19日 - 1985年4月8日)は、ドイツの軍人。最終階級は陸軍中将。

## 経歴
1896年9月19日、ドイツ帝国トリーアに生まれた。
ドイツ帝国陸軍に入隊し、第一次世界大戦に従軍している。第二次世界大戦では第91歩兵師団や第272国民擲弾兵師団の指揮官を務めた。それらの功績から、柏葉付騎士鉄十字章を受章した。

## 叙勲
- 鉄十字章
  - 二級鉄十字勲章1914年章
  - 一級鉄十字勲章1939年章
- 戦傷章
  - 戦傷章黒章
- 鉄十字章略章
  - 二級鉄十字略章
  - 一級鉄十字略章
- 騎士鉄十字章[1][2]
  - 騎士鉄十字章 (1943年1月11日)
  - 柏葉付騎士鉄十字章 (1943年8月1日)